# Blandine Yaméogo
Blandine Yaméogo, née en 1960, est une actrice burkinabé. Elle est connue pour ses rôles dans des films tels que La nuit de la vérité, Delwende et Notre étrangère. En plus de sa carrière dans le cinéma, elle exerce également en tant que chorégraphe et compositrice.

## Biographie
Blandine Yaméogo naît en 1960 dans la cité du Cavalier rouge à Koudougou. C'est une danseuse, actrice et chanteuse. Son intérêt pour les arts la conduit à rejoindre la troupe de la maison des jeunes et de la culture de Ouagadougou en 1977. Commençant sa carrière de danseuse à l'âge de 16 ans, elle s'initie d'abord aux danses traditionnelles avant de s'orienter vers la danse contemporaine et le jazz.  

## Carrière

### Cinéma
Elle participe activement en tant que danseuse à de nombreuses tournées internationales, notamment celles de Mathilde Monnier. Parallèlement, elle fonde la compagnie burkinabé Dafra-Kan. En plus de son travail au Centre des arts vivants de l’Université de Ouagadougou, elle anime des ateliers et des formations. Sur le plan théâtral, elle est présente dans une multitude de spectacles et se distingue dans près de soixante courts-métrages en tant qu'actrice. Elle fait notamment partie de la distribution de Médée de Max Rouquette, mis en scène par Jean-Louis Martinelli, une pièce qui connaît un succès international entre 2003 et 2011. En 2014, elle joue un rôle dans Une nuit à la présidence, une pièce mise en scène par Jean-Louis Martinelli.

### Musique
Blandine Yaméogo grandit à Bobo, où elle est imprégnée de la musique locale et des sonorités des balafons. Son visage est familier dans le domaine du cinéma, cependant, elle mène également une carrière de chanteuse. Surnommée la reine du warba, elle est connue pour ses performances de danses traditionnelles, particulièrement le warba, qui lui vaut ce surnom.  Le 30 novembre 2023, à l'Espace culturel Gambidi d'Ouagadougou, elle endosse son rôle d'artiste-chanteuse pour présenter un opus de six titres baptisé Silmandé. Les pistes de l'album comprennent Silmandé, Faso, Kongo, Fourou, Djourouni et Tama.

## Filmographie
| Année | Film                         | Rôle                          | Genre         | Réf.   |
| ----- | ---------------------------- | ----------------------------- | ------------- | ------ |
| 1995  | Keïta ! L'héritage du griot  | Sogoton                       | Film          |        |
| 2000  | Mouka                        | Actrice, Compositeur          | Court métrage | [ 6 ]  |
| 2004  | La nuit de la vérité         | Femme peintre                 | Film          |        |
| 2005  | Delwende, lève-toi et marche | Actrice : Napoko, chorégraphe | Film          | ,      |
| 2006  | Djanta                       |                               | Film          | [ 10 ] |
| 2009  | Danse sacrée à Yaka          |                               | Film          |        |
| 2010  | Notre étrangère              | Acita                         | Film          | [ 11 ] |
| 2011  | Bayiri, la patrie            | Zalissa                       | Film          | ,      |
| 2012  | Zamaana, il est temps        |                               | Film          | [ 14 ] |

## Distinction
Chevalier de l’Ordre du mérite musique danse, cinéma.